# スーパープレゼント'74
『スーパープレゼント’74』は、1974年2月1日に発売された、フォーリーブスの3枚目のアルバムである。

## 収録曲

### A面
1. ピース・オブ・マインド
作詞・作曲：Abdul Fakir、Renaldo Benson、H.Davis/編曲：鈴木邦彦/作品コード:0V5-7229-1
2. 愛は限りなく -青山孝
3. ラブ - 江木俊夫
作詞・作曲:LENNON JOHN、LENNON JOHN WINSTON/日本語詞:星加ルミ子/作品コード:0L0-3227-2
4. ウィザウト・ユー （ボーカル：北、おりも）
作詞・作曲：Thomas Evans、Peter W. Ham/日本語詞：うさみかつみ/編曲：鈴木邦彦/作品コード:WITHOUT YOU
5. 倖せの黄色いリボン - おりも政夫
作品コード:0T0-9765-0
6. エピタフ -北公次
作詞・作曲：Robert Fripp、Michael R. Giles、Greg Lake、Ian McDonald、Pete Sinfield/日本語詞：安井かずみ/編曲：鈴木邦彦/作品コード:0E0-4118-0

### B面
1. 愛と希望の街 -北公次
作詞：北公次／作・編曲：鈴木邦彦／作品コード:001-2770-1
2. 君のために -青山孝
作詞：うさみかつみ/作・編曲：鈴木邦彦
3. 哀しみのトランク
作詞：安井かずみ　作・編曲：鈴木邦彦
4. あやまち 1
作詞：うさみかつみ　作・編曲：鈴木邦彦
5. あやまち 2
6. さよならの誓い 
作詞：うさみかつみ/作・編曲：鈴木邦彦

### CD
1. ピース・オブ・マインド
2. 愛は限りなく
3. ラブ
4. ウィザウト・ユー
5. 倖せの黄色いリボン
6. エピタフ
7. 愛と希望の街
8. 君のために
9. 哀しみのトランク
10. あやまち 1
11. あやまち 2
12. さよならの誓い